# T-64
Le T-64 est un char moyen soviétique (plus tard reclassé en char de combat) entré en service au milieu des années 1960. Conçu par le bureau de conception de Morozov de Kharkiv (situé alors en république socialiste soviétique d'Ukraine), le T-64 est considéré à l'époque comme révolutionnaire et provoque une rupture technologique avec la lignée des chars moyens T-54, T-55 et T-62 de la génération précédente, moins sophistiquée. Tous les chars soviétiques postérieurs (T-72 et T-80) s'inspirèrent du T-64 mais paradoxalement, sa complexité fut aussi son infortune, car elle rendit nécessaire la mise en service du T-72, plus facile à produire en grande série.

## Historique

### Développement initial

#### L'Objet 430
Les premières mentions de ce qui deviendra le T-64 apparaissent dès 1947 dans les notes de l’ingénieur soviétique Aleksander Morozov. Mais, ce n’est que lorsqu’il fut muté de l’usine Uralvagonzavod de Nijni Taguil à l’usine Malichev de Kharkiv en mai 1952 que le projet commence à prendre réellement forme, sous le nom de Novoe-sredniy tank, « nouveau char moyen ». Le projet fut approuvé le 17 novembre 1952, sous le nom de « Objet 430 » ; l’objectif était de développer un char meilleur en tout point que le T-54, mais sans en augmenter le gabarit. L’Objet 430 présentait plusieurs caractéristiques innovantes : à l’inverse de tous ses prédécesseurs, son canon D-54T de 100 mm avait été conçu dès l’origine pour les chars. Il était également le premier char au monde à posséder un blindage composite d'acier et céramique. Enfin, il utilisait un moteur à cylindres opposés extrêmement compact, inspiré du Jumo 205 allemand.
Un premier projet fut présenté en février 1954 au ministère des transports et directorat des véhicules blindés (GBTU), mais les responsables soviétiques demeurèrent partagés entre d’un côté les militaires, qui étaient très critiques quant au projet, perçu comme trop compliqué, en particulier au niveau de la motorisation, et de l’autre côté les partisans de l’innovation, menés par le ministre des industries de défense Dmitri Oustinov, qui estimaient qu’il était vital pour l’URSS de maintenir l’avance technologique sur l’OTAN. Oustinov obtint finalement gain de cause, le Conseil des ministres donnant le feu vert à la poursuite du projet le 6 mai 1955. L’Objet 430 fut mis en concurrence avec l’Objet 140 développé par les équipes de Nijni Taguil et dont la conception était plus simple.

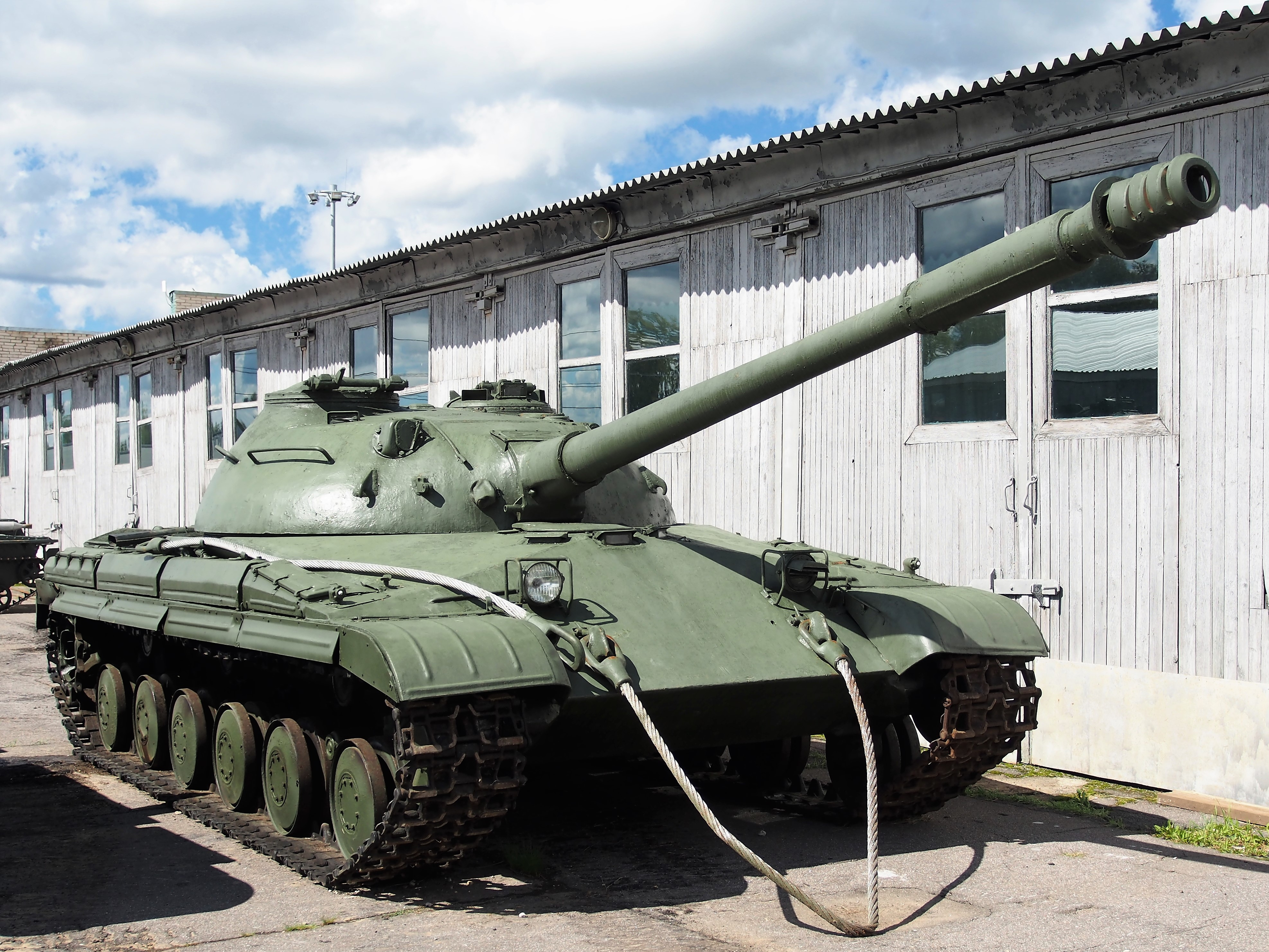
L’Objet 430 exposé au musée des blindés de Koubinka.

Les prototypes étaient terminés en août 1958 et furent livrés à l’armée pour essais en janvier 1959. Les problèmes révélés lors de ces tests, en particulier au niveau de la motorisation, furent corrigés dans une deuxième série de prototypes, nommée Objet 430M, qui passèrent à leur tour au banc d’essai à la fin de la même année. Parallèlement, l’apparition de nouveaux chars au sein de l’OTAN à la fin des années 1950, notamment le M60, inquiéta fortement le commandement soviétique, le canon D-54T ne pouvant les pénétrer de face. Le bureau de développement de Nijni Taguil résolut le problème en développant l’U5-T Molot (« marteau »), un canon de 115 mm équipant le successeur de l’Objet 140, qui entra en service dans l’Armée rouge en 1961 sous le nom de T-62. Morozov, bien que très critique à l’égard du véhicule de ses rivaux, n’eut d’autres choix que d’étudier l’adaptation du même canon sur son propre projet. Les essais d’un premier prototype, l’Objet 430A, commencèrent en novembre 1960, mais il apparut rapidement que la manipulation des munitions de grande taille de ce canon était particulièrement difficile dans la tourelle de dimension réduite de l’Objet 430. Le bureau de développement OKB-9 de Perm fut donc chargé de développer un autre canon de même calibre, mais dont la munition serait en deux parties, résolvant ainsi le problème de taille. Ce nouveau canon, nommé D68, fut installé dans un nouveau prototype modifié dans ce but, l’Objet 435.
À ce stade, de nombreux changements avaient été intégrés à l’Objet 430, répartis entre différents prototypes. Afin de poursuivre le développement sur de bonnes bases, la décision fut donc prise de faire une synthèse de ces améliorations dans un nouveau projet, entraînant la fin du programme de développement de l’Objet 430 le 17 février 1961.

#### L'Objet 432, ou T-64

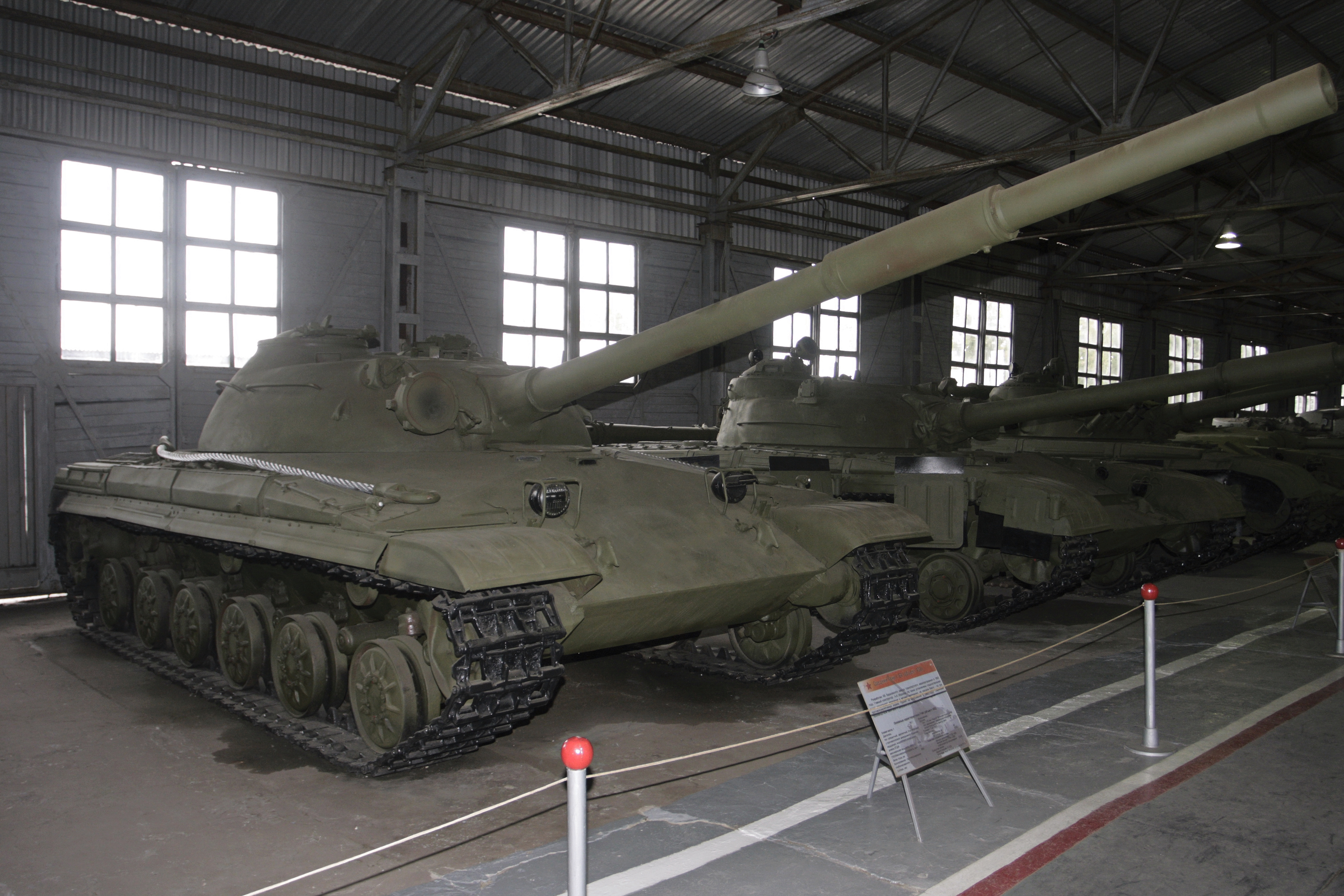
L’Objet 432 exposé au musée des blindés de Koubinka.

Le nouveau projet fut baptisé « Objet 432 » et incorporait le canon D68 ainsi que toutes les améliorations effectuées sur le moteur et le train de roulement. Deux premiers prototypes furent livrés à l’automne 1962 ; s’ensuivit une grande démonstration en présence de Nikita Khrouchtchev sur le terrain d’essai de Koubinka, pendant laquelle le Premier Secrétaire fut tellement impressionné qu’il autorisa immédiatement la mise en production, avant même la fin des essais. Celle-ci ne commença cependant qu’à partir d’octobre 1963, et seulement dans des quantités limitées. L’objet 432 souffrait en effet de nombreux problèmes : outre les pannes de moteur récurrentes, le blindage composite acier/céramique se révéla trop complexe à produire pour les capacités industrielles de l’Union soviétique et nécessita l’adoption d’un composite plus simple acier/aluminium.
À la fin de l’année 1964, deux cent dix-huit chars avaient été produits et furent attribués à la 41e division blindée de la Garde pour être testés par les troupes. Celles-ci se montrèrent très critiques à l’égard du nouveau char en raison de son manque de fiabilité : la durée du moteur était évaluée à seulement cent cinquante heures en moyenne et le chargeur automatique quant à lui s’enrayait presque une fois sur trois. Les bureaux de développement rivaux et les opposants de longue date au projet de Morozov, en tête desquels se trouvait le GBTU, profitèrent de ces critiques pour enfoncer davantage le projet, dénonçant son coût exorbitant : comparé au T-62, l’Objet 432 coûtait plus du double  (143 000 roubles contre 162 000 en 1973) et nécessitait quatre fois plus de temps de main d’œuvre (22 564 heures contre 5 855), . Morozov bénéficiait toutefois encore du soutien d’Oustinov, qui parvint à faire arrêter à l’automne 1966 les dirigeants du GBTU par le KGB à la suite de la découverte « fortuite » de failles de sécurité. Les critiques ayant été réduites au silence, l’Objet 432 fut reconnu bon pour le service et adopté par l’Armée rouge le 30 décembre 1966, sous le nom de T-64.
La mise en service ne signifiait pour autant pas la fin des problèmes, notamment moteur, qui ralentirent considérablement la production. Ainsi, à l’arrêt de la production du T-64 standard en 1968, seulement 1192 unités avaient été produites, qui ne furent par ailleurs pas déployées en dehors de la république socialiste soviétique d'Ukraine, le char ayant été considéré trop peu fiable pour servir dans les unités de premières lignes en Allemagne de l’Est.

### Évolutions ultérieures

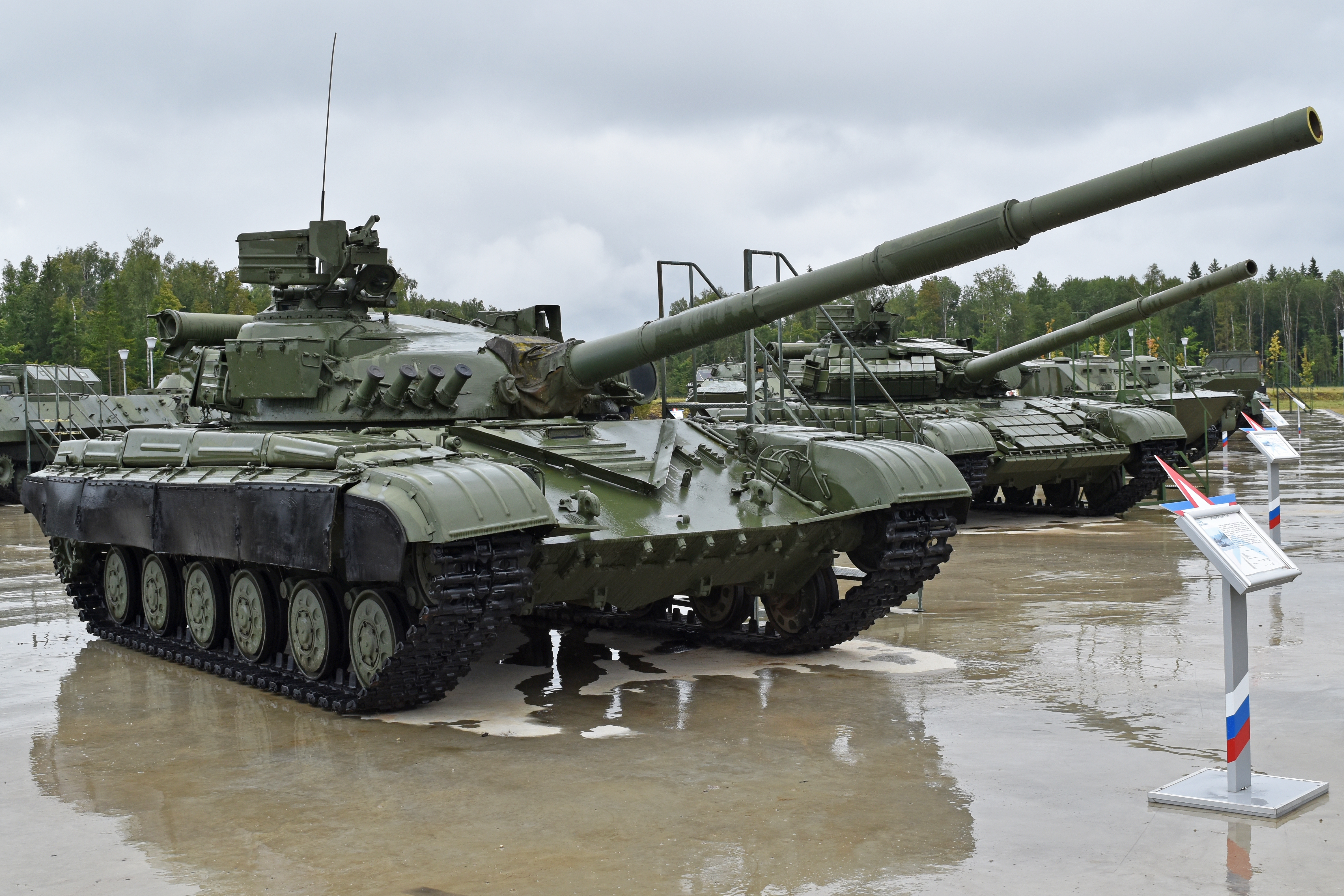
T-64B exposé au musée des blindés de Koubinka.

Parallèlement à la mise en production du T-64 se posa la question de son évolution : le canon D68 n’avait notamment toujours été vu que comme un pis-aller en attendant quelque chose de mieux et les études pour lui trouver un remplaçant avaient commencé dès 1961. Un nouveau projet, l’Objet 434, fut lancé en août 1962 pour intégrer sur le T-64 un canon D81 de 125 mm développé par l’OKB-9. Les premiers prototypes furent livrés à l’été 1966 et le véhicule fut reconnu bon pour le service en mai 1968 sous le nom de T-64A. Au cours de la production du T-64A, d’autres améliorations furent intégrées, notamment en termes de blindage et d’armement, tandis que la fiabilité augmentait également.
À l’arrêt de la production en 1981, 4600 T-64A standards et 780 variantes de commandement avaient été produits.
La seconde grande évolution du T-64 débuta en 1973 avec l’Objet 447, qui entra en service le 3 septembre 1976 sous le nom de T-64B. Les améliorations se concentraient sur l’électronique embarquée, permettant d’améliorer la précision du tir, ainsi que sur l’intégration du missile Kobra pouvant être tiré avec le canon. Néanmoins l’augmentation du coût était également conséquente, ce qui amena une partie des T-64B à être produite sans le système Kobra pour faire des économies, prenant alors le nom de T-64B1. Environ 5300 T-64B, dont 1200 B1 furent produits.
Diverses améliorations furent également introduites à la fois sur les T-64A et B : en 1983, certains chars reçurent ainsi un nouveau moteur et prirent alors le nom de T-64AM ou BM, de même, d’autres furent équipés à partir de 1985 d’une couche de blindage réactif, devenant alors des  T-64AV ou BV. Les premiers T-64 produits ne furent pas en reste, ceux subsistant en 1977 recevant certaines améliorations du T-64A ; ces exemplaires furent désignés T-64R, pour remontniy, « reconstruits ».
Malgré toutes ces améliorations et l’augmentation de sa fiabilité, le T-64 conserva toujours une mauvaise réputation au sein de l’Armée rouge et l’opposition ne fit que croître au cours des années 1970. Le bureau de développement de Nijni Taguil parvint à faire forte impression sur les militaires en 1969 avec son Objet 172, qui allait devenir le T-72 en 1973. Peu de temps après, le T-64A perdit contre ce dernier la compétition visant à choisir le remplaçant du T-55 dans les armées du pacte de Varsovie. La situation se compliqua encore davantage avec l’émergence de l’Objet 219, futur T-80, conçu par le bureau de développement de Leningrad. En 1976, Oustinov cessa de soutenir le T-64, conduisant les Soviétiques à avoir simultanément en production trois chars aux performances similaires, mais utilisant des composants différents. Morozov fut mis à la retraite la même année et mourut peu de temps après en 1979, privant effectivement le T-64 du peu de soutien qui lui restait. Cela entraîna l’abandon des projets d’amélioration du T-64B, certains éléments devant à terme être intégrés dans le T-80 pour donner naissance au T-80U. Celui-ci aurait dû être produit à Kharkiv en Ukraine, mais les retards répétés liés aux conflits entre les différents bureaux de développement firent que le T-64B était encore en production au milieu des années 1980.
Après la dislocation de l'URSS en 1991, le nouveau gouvernement russe décida de ne conserver en service actif que les T-72 et T-80, les T-64 étant soit démolis, soit mis en réserve. Beaucoup furent également transférés aux armées des nouveaux États indépendants issus des républiques soviétiques, comme le Kazakhstan, l’Ouzbékistan ou encore l’Ukraine. Cette dernière en ayant reçu plusieurs milliers, elle investit à partir de 2005 dans leur amélioration avec le T-64U, qui reprenait certains composants du T-80U. Elle présenta également en 2010 le T-64E, incluant une nouvelle motorisation et un système de protection active.

### Modernisations en UkraineT-64BM Boulat

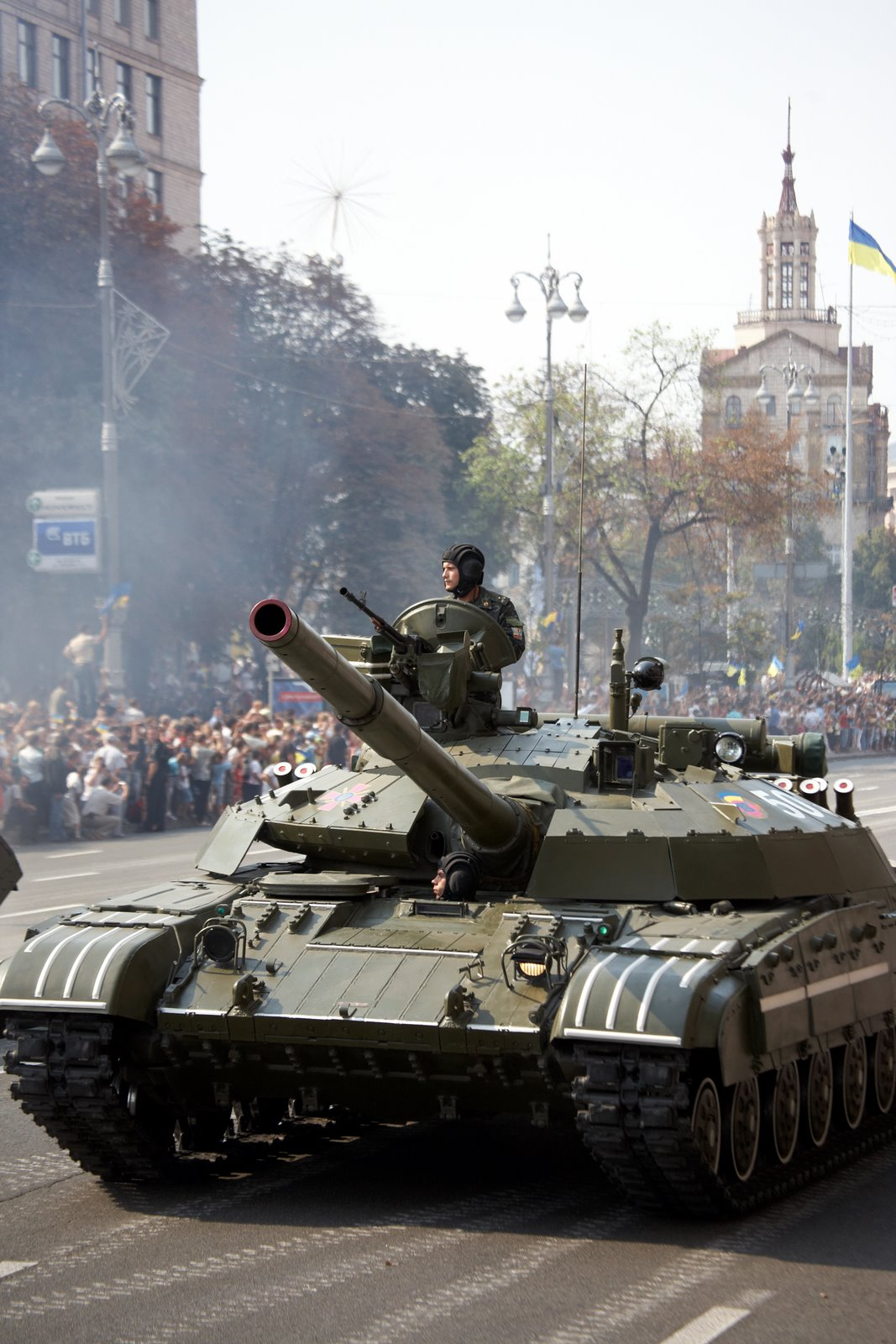
T-64BM Bulat ukrainien de la 1 brigade blindée ukrainienne en 2008.

Après la dissolution de l'URSS, l'Ukraine mène un programme de modernisation dans ses usines : l'armement principal est le KBA3 de 125mm à âme lisse et la motorisation passe à 850 cv.
En 1999 :
- vanchor T-64BM2 pouvant tirer le missile 9M119 (NATO code "AT-11 Sniper").
- vanchor T-64U .

Variantes protégées par le blindage réactif Kontakt-5.
- vanchor T-64BM Bulat avec blindage réactif Nizh (couteau) et pouvant tirer le missile Kombat.

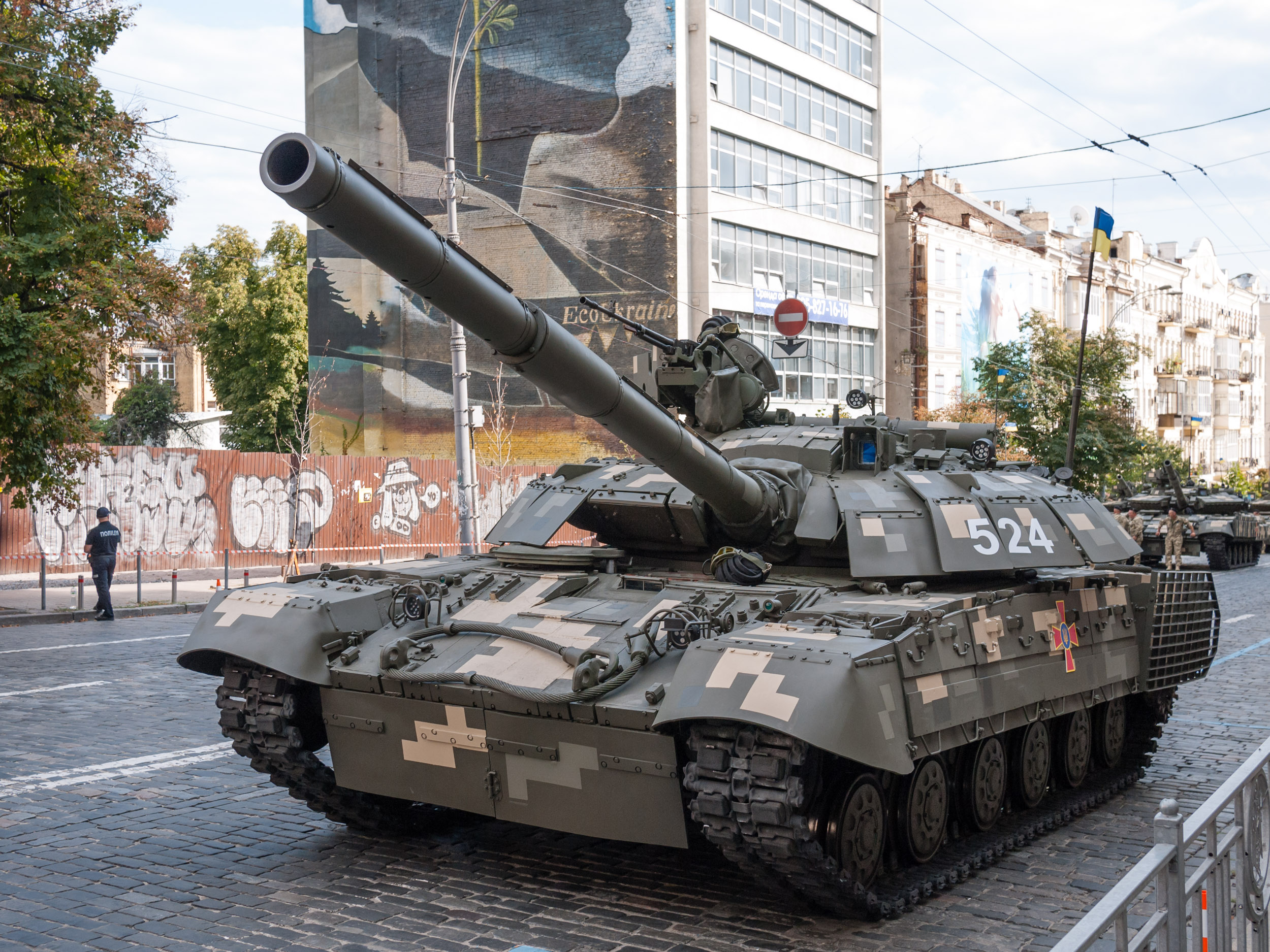
T-64BM2 Bulat en 2021 lors du jour de l'indépendance.

- Vanchor T-64BM2 Bulat

- T-64BV model 2017

### Histoire opérationnelle

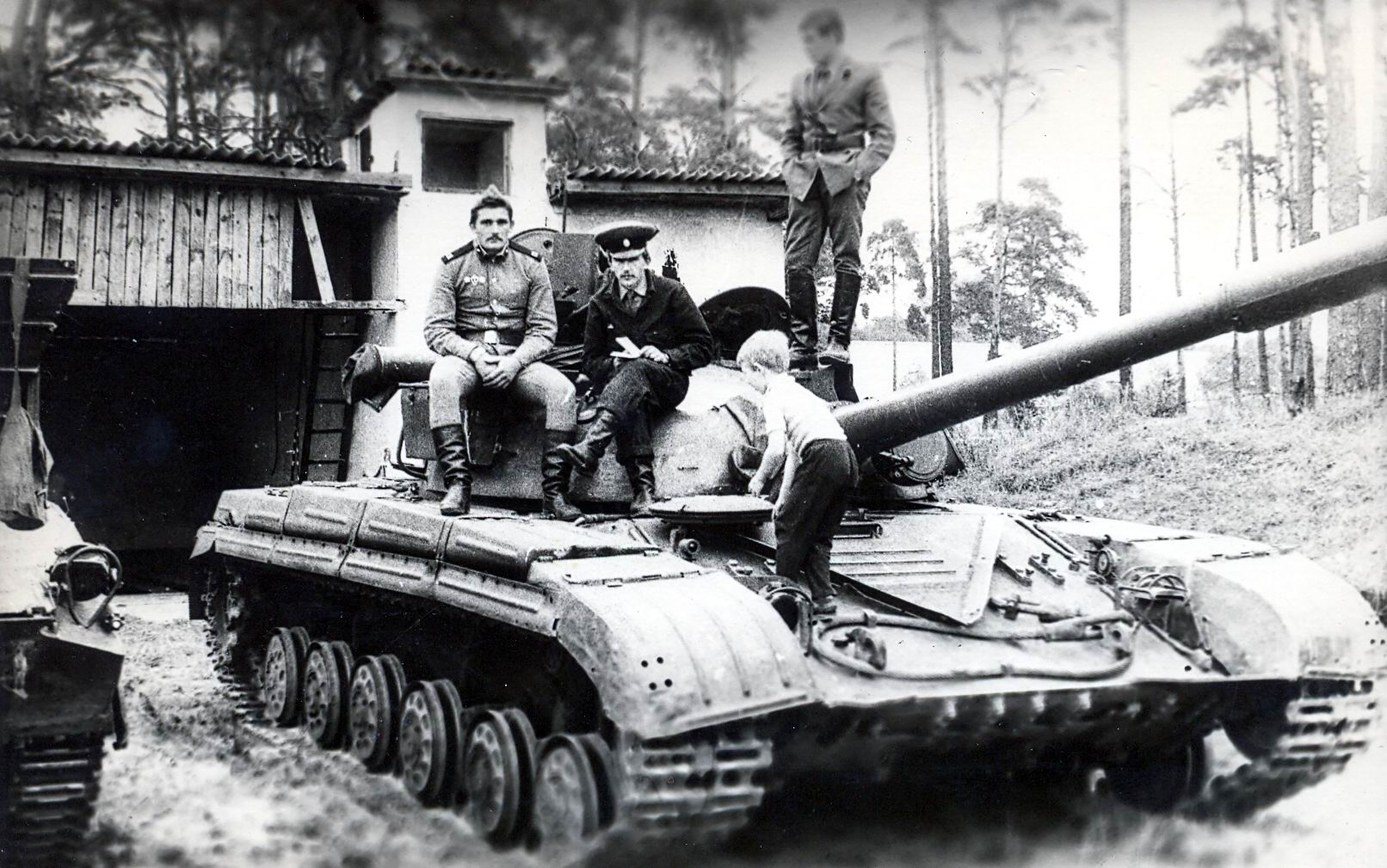
Un T-64 du groupement des forces armées soviétiques en Allemagne
Au début des années 1980.

Du fait de ses nombreux problèmes et du secret l’entourant, le T-64 ne fut pas exporté et fut également peu affecté aux unités de première ligne, à l’exception d’un petit nombre d’exemplaires dans le groupement des forces armées soviétiques en Allemagne entre 1976 et 1983. En conséquence, il ne vit pas le combat, officiellement, pendant l’ère soviétique et n’eut son baptême du feu qu’en 1992, lors de la guerre du Dniestr ; à cette occasion les forces armées transnistriennes déployèrent dix-huit T-64BV obtenus auprès de la 14e armée de la Garde, dont au moins deux furent détruits par les canons antichars MT-12 Rapira et les lance-roquettes de l’armée moldave.
Le T-64 ne connut ensuite pas d’autres combats jusqu’en 2014, lors de la guerre du Donbass, où la version BV a été massivement employée par l’armée ukrainienne, accompagnée de quelques T-64U. A cette occasion, les Ukrainiens subirent de lourdes pertes ; une centaine de chars ayant été détruits dès le mois d’août 2014 ; ces mauvais résultats sont en partie attribués à un manque d’entretien du blindage réactif, ayant pour conséquence des dysfonctionnements fréquents et donc une protection considérablement réduite face aux lance-roquettes antichars.
En 2017, la République démocratique du Congo a acheté à l’Ukraine vingt-cinq T-64BV1, qui ont été immédiatement déployés dans la province du Kasaï contre les opposants au président Kabila.
Lors de l'invasion de l'Ukraine par la Russie en 2022, l'Ukraine l'utilise à grande échelle, et la Russie sort de ses réserves des T-64BV qui avaient été employés lors des grandes manœuvres Zapping l'année précédente[réf. nécessaire]. En date du 4 octobre 2022, le site de sources ouvertes Oryx recense 183 T-64 ukrainiens détruits, saisis ou endommagés ainsi que 41 T-64 russes.

## Description technique

### Armement

#### Principal
L’Objet 430 devait à l’origine être équipé du canon D-54TS de 100 mm dont les performances balistiques égalaient le canon L7 britannique de 105 mm. Il était également équipé d’autres nouveautés, comme un système de stabilisation en site et en gisement et un râtelier motorisé d'une contenance de cinq obus.
La rapidité des progrès technologiques fit toutefois que ce canon se trouva dépassé avant même la fin de la conception du char. L’adaptation du canon lisse U-5TS Molot du T-62 s’étant révélée impossible, le bureau de développement OKB-9 de Perm mis au point le D-68 de 115 mm (indice GRAU : 2A21) dont les obus-flèches étaient supposés pouvoir perforer le blindage frontal de la tourelle d’un M60 ou d’un Chieftain à une distance de 2 800 m. Tout, comme son prédécesseur, le 2A21 était stabilisé en site et en gisement et possédait un système de chargement automatique comprenant un carrousel à fonctionnement hydromécanique d'une contenance de trente obus. Chaque munition de 115 mm est stockée en deux fardeaux (projectile et charge propulsive) dans une cassette amovible. Les sept obus restants et leurs charges propulsives étaient embarqués dans le châssis..
Les munitions pouvaient être de trois types, avec à chaque fois deux numéros désignant respectivement le projectile et la charge propulsive, ainsi 3BM5 et 3VBM1 formaient un obus-flèche, 3BK8 et 3VBK4 un obus à charge creuse et enfin 3OF18 et 3VOF18  un obus explosif à fragmentation.
Le 2A21 fut remplacé sur le T-64A par le 2A26, un canon de calibre 125 mm à âme lisse offrant à ses projectiles une vitesse de sortie de bouche pouvant aller jusqu’à 1 745 m/s.

#### Chargement automatique
Le fond de panier de la tourelle du T-64 abrite un carrousel électro-hydraulique 6EZ15 d'une contenance de 30 munitions. Chaque munition de 115 mm est stockée en deux fardeaux (projectile et charge propulsive) dans une cassette amovible. Le chargement automatique permet d'atteindre une cadence de tir de 10 coups par minute.
Le T-64A possède un carrousel EZ-10, EZ-10M ou EZ-15 d'une contenance de 28 munitions de 125 mm pour une cadence de tir de 8 cps/min.
Le T-64B possède un carrousel 6EZ40 modifié pour charger, éventuellement, des missiles antichar tirés depuis le canon.

#### Secondaire
Une mitrailleuse PKT de calibre 7,62 mm est montée, de manière coaxiale, à gauche du canon.
Afin de pouvoir se défendre plus efficacement contre les hélicoptères, le tourelleau du chef de char fut modifié en 1973 pour recevoir un affût pour une mitrailleuse anti-aérienne de 12,7 mm pouvant être pilotée depuis l’intérieur de la tourelle.

#### Optiques et conduite de tir
Au milieu, une grande tourelle très arrondie, biplace : le chef de char à droite, le tireur à gauche, chacun avec son écoutille. Sur la partie supérieure avant de la tourelle apparaît une protubérance sur toute la longueur abritant le viseur principal TPDB-43 et son télémètre optique à coïncidence. Le chef de char dispose de deux petits projecteurs orientables, dont un à infrarouge OU-3GK pour le tir de nuit et d'un périscope TKN-3 lui permettant une observation sur tout l'azimut. Devant, la trappe du tireur, le périscope de tir de nuit, TPN-1-432.
| Désignation                      | T-64                | T-64A                | T-64B                   | T-64BV                   |
| -------------------------------- | ------------------- | -------------------- | ----------------------- | ------------------------ |
| Type et calibre du canon         | D-68 (2A21), 115 mm | D-81T (2A26), 125 mm | D-81TM (2A46-2), 125 mm | D-81TM (2A46M-1), 125 mm |
| Nombre d’obus embarqués          | 37                  | 37                   | 36                      | 36                       |
| Chargeur automatique             | 6EhTs               | 6EhTs10              | 6EhTs40                 | 6EhTs40                  |
| Capacité du chargeur automatique | 30                  | 28                   | 28                      | 28                       |
| Stabilisateur                    | 2Eh18               | 2Eh23                | 2Eh26M                  | 2Eh42                    |
| Système de visée                 | TPD-43B             | TPD-2-1              | 1G42                    | 1G42                     |
| Système de vision nocturne       | TPN-1-432           | TPN-43A              | TPN-1-49-23             | TPN-1-49-23              |
| Boîtier de contrôle des missiles | /                   | /                    | 1A33                    | 1A33                     |
| Mitrailleuse coaxiale            | PKT 7,62 mm         | PKT 7,62 mm          | PKT 7,62 mm             | PKT 7,62 mm              |
| Mitrailleuse antiaérienne        | /                   | /                    | NVS 12,7 mm             | NVS 12,7 mm              |

### Protection

#### Protection passive

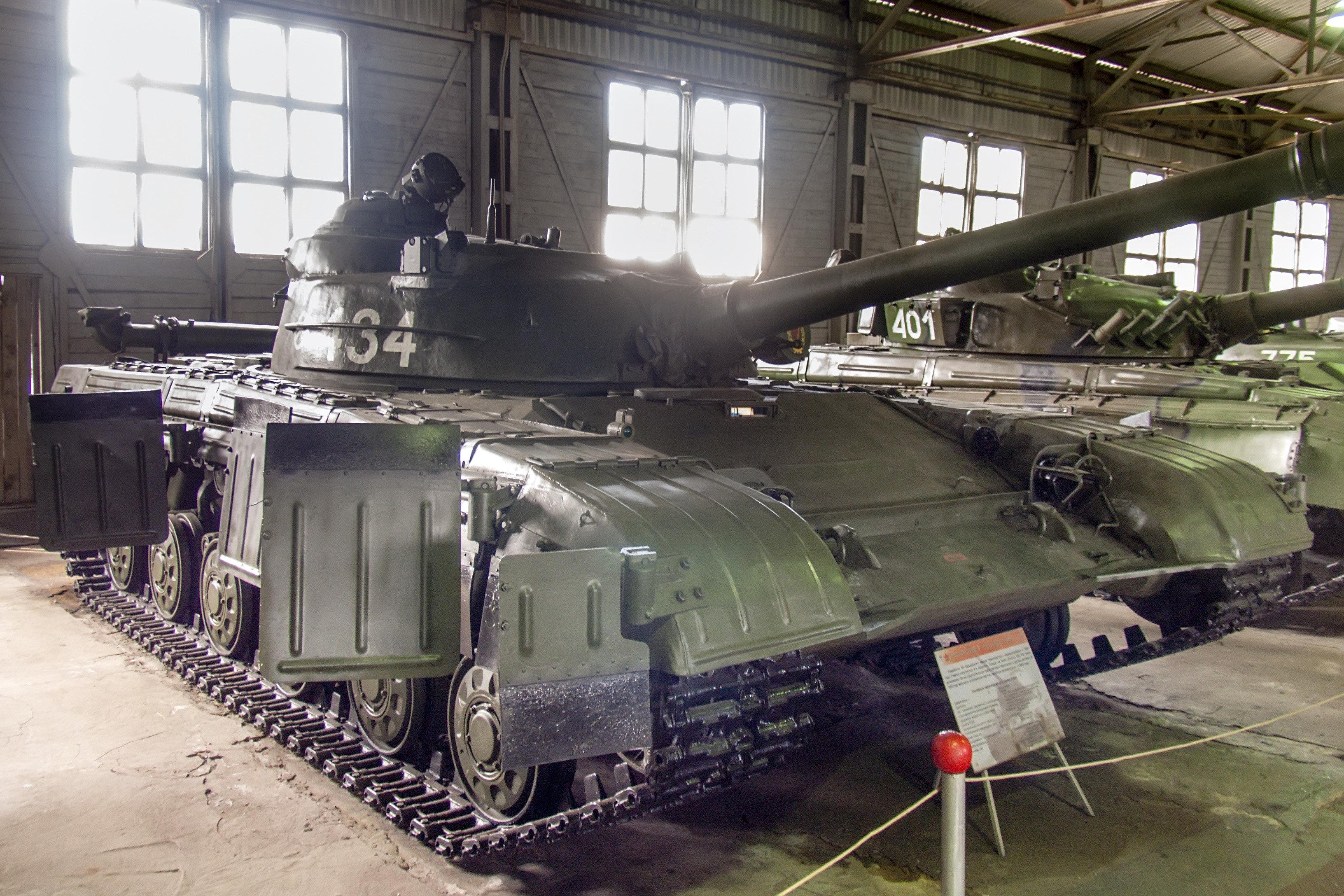
T-64A équipé de l’Eloshka, exposé au musée des blindés de Koubinka.

Le blindage composite était un autre aspect innovant du T-64 au moment où commença sa conception. Les ingénieurs soviétiques avaient en effet jugé que la principale menace à laquelle devrait faire face le char serait les projectiles à charge creuse et cherché des moyens de les contrer. Le blindage composite offrant une bonne protection contre ce type d’arme, la caisse du T-64 a été dotée d’un blindage composé d’un sandwich de deux couches de fibre de verre entre une plaque de 80 mm d’acier à l’extérieur et 20 mm à l’intérieur.
La tourelle devant bénéficier de davantage de protection sans que la masse de celle-ci soit trop importante, la solution retenue initialement était plus complexe : une matrice de boules en céramique était suspendue dans le moule de la tourelle, lors de la coulée, l’acier enrobait ces boules, créant le blindage composite. Celui-ci se montra particulièrement performant lors des essais, assurant une protection complète contre les charges creuses jusqu’à 100 mm, ainsi que contre les obus-flèches jusqu’à 115 mm. Des essais supplémentaires montrèrent néanmoins que la méthode de production avait une faille : les fils métalliques qui suspendaient les boules dans le moule avaient tendance à fondre lors du moulage, celles-ci coulant alors au fond du moule au lieu d’être réparties de manière homogène ; plus grave il n’y avait aucun moyen de détecter ce problème lorsqu’il survenait. Les ingénieurs se tournèrent alors vers un autre procédé plus simple : la tourelle était moulée en acier avec une réserve formant une cavité, qui était ensuite remplie d’aluminium. De face, le blindage était alors constitué de 330 mm d’aluminium pris entre deux couches d’acier de 50 mm à l’extérieur et 100 mm à l’intérieur.
Le composite acier/aluminium de la tourelle se révéla toutefois lui aussi problématique : les impacts de projectiles créant des zones de vide ou des craquelures dans l’aluminium, réduisant ainsi considérablement la protection offerte par le blindage. Il fut donc remplacé en 1973 par un composé à base de corindon, appelé « mélange K », pour korundoviy napolnitel. L’amélioration équipa les chars nouvellement produits et fut progressivement intégrée sur les exemplaires plus anciens lorsqu’ils étaient modernisés.
En plus de son blindage principal, le T-64 était équipé d’une forme simplifiée de blindage-cage, sous la forme de panneaux pliables, appelés Eloshka (« arbre de Noël »), fixés sur les côtés de la caisse, dont le but était de faire exploser les projectiles à charge creuse avant qu’ils n’atteignent le char. Les panneaux ne furent toutefois pas prêts avant la sortie du T-64A et ne furent montés sur les T-64 antérieurs qu’à partir de 1967. Les panneaux furent remplacés à partir de 1980 par des jupes en tissu imprégnées de résine.
La protection contre les radiations émises par les armes nucléaires est assurée par le système PAZ, pour Protivoatomovnaya zaschita comprenant des capteurs, un système de filtrage de l’air et un revêtement spécial tapissant l’intérieur du compartiment de l’équipage. Au milieu des années 1970, les Soviétiques constatèrent que ce dernier n’était plus suffisant contre les armes à neutrons, ils ajoutèrent donc à partir de 1983 sur les T-64B des panneaux protecteurs supplémentaires ; toutefois par manque de place à l’intérieur, ils durent être fixés sur le toit de la tourelle.

#### Protection active et réactive
À partir de 1979, les T-64 reçurent douze lance-grenades fumigènes Tucha-1 placés à l’avant de la tourelle. Ceux-ci pouvaient lancer leurs grenades entre 200 et 350 m, permettant de créer en quelques secondes un écran de fumée derrière lequel le char pouvait se dissimuler.
Bien que les Soviétiques aient commencé à étudier les blindages réactifs dès la fin des années 1940, ce n’est qu’au début des années 1980 qu’ils en tirèrent une protection opérationnelle. Le système Kontakt-1, adopté en 1985, consiste en l’ajout sur le char de boîtes en métal contenant une feuille de plastic, sur laquelle se trouve une plaque métallique : lorsqu’une charge creuse atteint la boîte, l’explosif se déclenche, projetant la plaque à travers le jet de plasma, qui s’en trouve perturbé et perd ainsi l’essentiel de son pouvoir pénétrant. Sur le T-64U ukrainien, sorti en 2005, le système Kontakt-1 a été remplacé par le Kontakt-5.
| Épaisseur du blindage (mm)                              | T-64      | T-64A      | T-64B      | T-64BV     |
| ------------------------------------------------------- | --------- | ---------- | ---------- | ---------- |
| Glacis, épaisseur réelle (sandwich composite)           | 80+105+20 | 80+105+20  | 80+105+20  | 120+105+40 |
| Glacis,équivalence contre les charges creuses           | 450       | 450        | 450        | 900        |
| Glacis, équivalence contre les obus-flèches             | 410       | 410        | 410        | 530        |
| Tourelle (avant), épaisseur réelle (composite)          | 90+150+90 | 150+150+40 | 150+150+40 | 150+150+40 |
| Tourelle (avant),équivalence contre les charges creuses | 450       | 500        | 500        | 950        |
| Tourelle (avant), équivalence contre les obus-flèches   | 395       | 410        | 410        | 520        |

### Mobilité

#### Motorisation
Les T-64 possèdent un moteur diesel à pistons opposés 5TDF à refroidissement liquide et à injection directe. Relativement compact, ce moteur deux temps possède cinq cylindres et dix pistons et dispose d'une suralimentation par turbocompresseur. D'une cylindrée d'à peine 13,6 ℓ, sa puissance est de (700 ch) à 2 800 tr/min et son couple maximal est de 1 922 N m à 2 050 tr/min.
Comme tous les chars soviétiques depuis le T-55, il est possible de générer un écran de fumée, en injectant du gazole directement dans le pot d'échappement. En opérations, le char embarque deux schnorkels rangés contre la poche arrière de la tourelle, lui permettant le franchissement d'un cours d'eau d'une profondeur maximale de 5 mètres.

#### Transmission
Deux boîtes de vitesses latérales assurent l'entraînement des chenilles et la direction du char. Chacune des boîtes de vitesses comporte sept vitesses en marche avant et une en marche arrière, le passage des rapports s'effectue manuellement à l'aide d'un embrayage et d'un levier de vitesses. Deux leviers assurent la direction du char.

#### Suspensions
La suspension, reprise de l'Objet 430 comporte six petits galets de roulement d'un diamètre de 550 mm et quatre rouleaux porteurs, un barbotin à l'arrière et une poulie tendeuse à l'avant. Les premiers, deuxièmes et sixièmes galets de roulement comportent chacun un amortisseur télescopique.
| Désignation                                          | T-64  | T-64A | T-64B | T-64BV |
| ---------------------------------------------------- | ----- | ----- | ----- | ------ |
| Longueur (cm)                                        | 895   | 922,5 | 922,5 | 929,5  |
| Largeur (cm)                                         | 341,5 | 341,5 | 341,5 | 353,9  |
| Hauteur (cm)                                         | 215   | 217   | 217   | 217    |
| Poids en ordre de combat (t)                         | 36    | 38    | 39    | 42,4   |
| Pression au sol (kg/m²)                              | 0,815 | 0,83  | 0,84  | 0,92   |
| Ratio puissance/masse (ch/t)                         | 19,1  | 18,4  | 17,9  | 16,5   |
| Vitesse maximale sur route (km/h)                    | 65    | 60,5  | 60,5  | 60,5   |
| Capacité en carburant des réservoirs interne (l)     | 815   | 738   | 730   | 730    |
| Capacité en carburant des réservoirs externes (l)    | 330   | 355   | 540   | 540    |
| Capacité en carburant des réservoirs auxiliaires (l) | /     | 370   | 370   | 370    |
| Autonomie sans réservoirs externes (km)              | 650   | 600   | 600   | 600    |
| Autonomie avec réservoirs auxiliaires (km)           | /     | 700   | 700   | 700    |

## Variantes et évolution

### Variantes
- Objet 430 prototype de 1957 canon D-10T de 100 mm, blindage de glacis 120 mm, moteur 4TPD de 580 ch, 36 tonnes.
- Objet 430U projet armé d'un canon de 122 mm, blindage de glacis 160 mm.
- Objet 432 ou T-64, prototype de 1961 avec un canon D-68 de 115 mm, puis version initiale de production avec le même armement, environ 600 exemplaires produits.
- Objet 436 version alternative de l'objet 432 motorisée par un V-45, construite en trois exemplaires.
- Objet 443R ou T-64R refonte réalisée entre 1977 et 1981 des équipements externes du T-64 au standard T-64A.
- Objet 434 ou T-64A, canon de 125 mm équipée des jupes blindées dites Gill, d'un viseur modifié et d'un amortisseur sur la quatrième roue de route.
- T-64T variante expérimentale de 1963, avec une turbine à gaz GTD-3TL de 700 ch.
- Objet 438 et Object 439 434 motorisées par un V-45 diesel.
- Objet 446 ou T-64AK version de commandement apparue en 1972, avec une radio R-130M et son antenne télescopique de 10 m, un système de navigation TNA-3 et sans mitrailleuse antiaérienne, elle embarque 38 obus.
- Objet 447 ou T-64B, blindage redessiné, conduite de tir 1A33, capacité de tir du 9K112 « Kobra » (code OTAN « AT-8 Songster »), canon 2A46-2, stabilisateur 2A26M, chargeur 6EZ40.
- Objet 437 ou T-64B1 identique au précédent mais sans le dispositif de contrôle de tir 9K112, il embarque 37 obus.
- Objet 446B ou T-64BK et T-64B1K versions de commandement, avec une radio R-130M et son antenne télescopique de 10 m, un système de navigation TNA-3, sans mitrailleuse antiaérienne, elles embarquent 28 obus. Elles ont également un blindage réactif Kontakt et des lance-grenades fumigènes sur la gauche de la tourelle.
- Objet 476 cinq prototypes remotorisés avec moteur 6TDF.
- Objet 447AM-2 ou T-64BM2 blindage réactif Kontakt-5 et jupes de protection en caoutchouc, conduite de tir 1A43U, chargeur 6AZ43 et possibilité de tirer le missile 9K119 (code OTAN « AT-11A Sniper »), moteur 5TDFM de 850 ch.
- Objet 447AM-1 ou T-64U modernisation ukrainienne, amenant les chars T-64B au standard du T-84, blindage réactif Kontakt-5, missile 9K120 Refleks B (code OTAN « AT-11 Sniper »), conduite de tir 1A45 « Irtysh », viseur TKN-4S (chef de char), PZU-7 (anti-aérien), vision de nuit TPN-4E « Buran-E », moteur 6TDF de 1000 ch.
- BREM-64 véhicule de dépannage dérivé.

### Modernisations
- T-64
  - mise au standard T-64R entre 1977 et 1981, réorganisation des équipements externes à l'imitation des T-64A.
- T-64A/AK
  - refonte de 1972, amélioration de la conduite de tir (TPD-2-49 et TPN-1-49-23), apparition de la mitrailleuse NSVT sur tourelleau électrique, radio R-123M.
  - refonte de 1975, nouveau stabilisateur 2E28M, chargeur 6AZ10M, moteur polycarburant, canon 2A46-1 et viseur de nuit TNPA-65.
  - refonte de 1981, deux batteries de six lance-grenades fumigènes 902A, jupes en caoutchouc sur la suspension en lieu et place des protections Gill.
  - T-64AM,T-64AKM, certains exemplaires de toutes les séries remotorisés avec moteur 6TDF lors d'opérations de maintenance.

- T-64B/B1/BK/B1K
  - refonte de 1981, 2 groupes de 4 lance-grenades fumigènes 902B, canon 2A46M1.
  - T-64BM,T-64B1M,T-64BMK et T-64B1MK, certains exemplaires de toutes les séries remotorisés avec moteur 6TDF lors d'opérations de maintenance.
  - T-64BV,T-64B1V,T-64BVK et T-64B1VK blindage réactif Kontakt, lance-grenades fumigènes sur la gauche de la tourelle.
- T-64MV, version créée par l'Ouzbékistan en service à partir de 2020, remotorisation avec un V-84 de 840 cv équipant les T-72, ajout d'un blindage réactif explosif sur la tourelle et le glacis, ainsi qu'un ensemble de blindage cage sur les flancs, système radio numérique Hytera d'origine chinoise[39],[40].

## Opérateurs
Avant sa dissolution en 1991, l’URSS était le seul opérateur du T-64, dont elle disposait à cette date d’environ six mille exemplaires, toutes versions confondues. Sur ce nombre, environ deux mille furent transférés à l’Ukraine, qui devint le plus important opérateur du T-64. Le Kazakhstan et l’Ouzbékistan en reçurent également, mais dans des proportions moindres. Inversement, la fédération de Russie décida de ne pas le conserver en service actif, mais elle en possédait encore au moins deux mille en réserve en 2014. Elle en remis plusieurs centaines en service en 2022 lors de l'invasion de l'Ukraine.
De la même manière, le T-64 ne fut pas exporté durant la période soviétique, mais l’Ukraine a par la suite tenté d’en exporter des versions améliorées ou dérivées. Le succès de cette opération est toutefois resté limité et fin 2013, seule la république démocratique du Congo s’est portée acquéreuse de cinquante chars T-64BV1. La livraison de ces chars a été longtemps reportée en raison de la guerre du Donbass, l’Ukraine préférant dans un premier temps les conserver en réserve. Finalement, la moitié de la commande a été livrée fin 2016, pour 230 000 $ l’unité.

## Bilan
Au moment de sa mise en production, le T-64 était l’un des chars les plus avancés au monde sur le plan technologique, avec beaucoup d’éléments innovants, comme un blindage composite, un chargeur automatique ou encore un moteur à pistons opposés. Il était en outre très bien blindé et armé par rapport à sa masse, avec un canon de 115 mm là où ses adversaires potentiels, pourtant bien plus lourds, n’avaient que du 105 mm. La volonté de limiter sa masse eut toutefois pour conséquence l’adoption d’un train de roulement trop léger et d’un compartiment de l’équipage de dimensions réduites, limitant les possibilités d’évolution ultérieures.
Le T-64 fut surtout lourdement handicapé par la manière dont était géré le développement des chars en URSS, avec des guerres d’influence entre bureaux de développement et clans politiques. Il en résulta la production simultanée de trois chars aux caractéristiques proches, mais utilisant des composants différents, avec pour conséquence non seulement d’importantes difficultés en matière de logistique et de formation des équipages, mais aussi une limitation des fonds disponibles pour les développements futurs. L’industrie soviétique s’enferma ainsi dans une voie sans issue et fut rapidement distancée technologiquement par les pays de l’OTAN à la fin des années 1970. Ce n’est qu’à partir des années 2010 que la Russie a commencé à sortir de cette impasse avec le T-14 Armata qui n'est toutefois pas encore en service opérationnel en 2022.

## Culture populaire
Le T-64 est présent sous deux versions dans le jeu vidéo War Thunder, le T-64A(1971) et le T-64B